# Operacija Jesen '94.
Operacija Jesen '94. bila je ratna operacija Armije RBiH, poznata i pod imenom Mitrovdanska ofanziva 1994.  
Izveo ju je Četvrti korpus Armije RBiH. Počela je 11. studenoga 1994. godine. Cilj operacije bilo je zauzimanje Podveležja i Veleža od Republike Srpske. Akcija je počela nakon odgađanja od nekoliko tjedana.

## Pozadina
Budući da je Armija RBiH bila inferiorna u oklopu i velikokalibarskom naoružanju a da je pješadijski bila daleko brojnija, oslanjala se na doktrinu ubacivanja velikih diverzantskih grupa u pozadinu Vojske Republike Srpske. Nakon neuspješnih napada u okolici Konjica u listopadu 1994. ARBiH se usredotočila na mostarsko-nevesinjski pravac. Napad je bio loše planiran, te je Hercegovački korpus znao za početak akcije.

## Tijek borbe
Noć prije glavnog napada koje su za cilj imale presijecanje puta za Nevesinje, dijelovi jedinice Crni labudovi[nedostaje izvor] ubacili su se iza linija 8. motorizovane brigade VRS-a, sjeverozapadno od Nevesinja. Opći napad započeo je 11. studenoga pješadijskim napadom iz pravca Blagaja uz malo ili nimalo pomaka. Jedinice koje su se ubacile u pozadinu imale su određenih uspjeha, te su napali na Čobanovo polje i Rabinu. Pošto frontalni napad redovnih postrojbi nije uspio, ubačeni elementi ostali su izolirani, te su pretrpjeli velike gubitke u pokušaju probijanja nazad na teritorij pod nadzorom ARBiH. Bitka je okončana 20. studenoga 1994.
Spomenik poginulima bošnjačkim vojnicima podignut je studenoga 2008. godine.

## Vanjske poveznice
- Operacija Jesen 94